# Referéndum de independencia de Mongolia de 1945
El referéndum de independencia tuvo lugar en Mongolia el día 20 de octubre del año 1945.

## Marco histórico
Este referéndum tuvo lugar porque estaba indicado que tuviesen lugar en los distintos Tratados que se hicieron entre el Kanato de Mongolia y la República de China, como en el Tratado de Khalkha en 1915.
Fue aprobado por el 100% de los votantes en un referéndum que tuvo un 98,5% de participación.
El recuento de votos fue únicamente del 64,2%, lo que ha hecho que muchos ultra-nacionalistas chinos lleguen a indicar que en realidad Mongolia exterior no se quería separar de China, aunque en una lectura lógica se desprende que aunque el resto de los votos no escrutados hubieran sido en contra, hubiese habido mayoría al "Sí" a la independencia.